# New Holland (Illinois)
New Holland és una població dels Estats Units a l'estat d'Illinois. Segons el cens del 2000 tenia 318 habitants.

## Demografia
Segons el cens del 2000, New Holland tenia 318 habitants, 126 habitatges, i 86 famílies. La densitat de població era de 423,4 habitants/km².
Dels 126 habitatges en un 32,5% hi vivien nens de menys de 18 anys, en un 60,3% hi vivien parelles casades, en un 4,8% dones solteres, i en un 31% no eren unitats familiars. En el 26,2% dels habitatges hi vivien persones soles el 17,5% de les quals corresponia a persones de 65 anys o més que vivien soles. El nombre mitjà de persones vivint en cada habitatge era de 2,52 i el nombre mitjà de persones que vivien en cada família era de 3,09.
Per edats la població es repartia de la següent manera: un 28,3% tenia menys de 18 anys, un 6,9% entre 18 i 24, un 27% entre 25 i 44, un 18,9% de 45 a 60 i un 18,9% 65 anys o més.
L'edat mediana era de 37 anys. Per cada 100 dones de 18 o més anys hi havia 94,9 homes.
La renda mediana per habitatge era de 40.278 $ i la renda mediana per família de 45.313 $. Els homes tenien una renda mediana de 36.250 $ mentre que les dones 21.944 $. La renda per capita de la població era de 19.241 $. Aproximadament el 9,2% de les famílies i el 10,8% de la població estaven per davall del llindar de pobresa.

## Poblacions més properes
El següent diagrama mostra les poblacions més properes.